# Garcinia calophyllifolia
Garcinia calophyllifolia är en tvåhjärtbladig växtart som beskrevs av Henry Nicholas Ridley. Garcinia calophyllifolia ingår i släktet Garcinia och familjen Clusiaceae. Inga underarter finns listade i Catalogue of Life.